# Violet Cycle
Violet Cycle je počítačová hra z roku 2018. Stojí za ní brněnský vývojář Marek Budík. Vyšla 2. února 2018. Původně hra vyšla v Early Access 13. prosince 2017.

## Hratelnost
Violet Cycle je Hack and Slash akční RPG s Rogue-like prvky. Hráč se ujímá bojovníka Unit 3, který se musí probojovat na vrchol lodi zamořené Entropií, kde je jádro lodě. Každý průchod hrou je jedinečný, protože úrovně jsou procedurálně generované.